# Chen Yibing
Chen Yibing (Tianjin, 19 december 1984) is een Chinees gymnast. Chen maakte deel uit van het Chinese team dat goud won op de wereldkampioenschappen artistieke gymnastiek in 2006 en op de Aziatische Spelen 2006. In 2006 en 2007 werd Chen ook wereldkampioen aan de ringen.
Op de Olympische Zomerspelen 2008 in Peking won Chen samen met het Chinese team de gouden medaille in het gymnastiek-meerkamp.

## Palmares
2006 (Aarhus)
- - Wereldkampioen ringen
- - Gymnastiek-meerkamp

2006 (Aziatische spelen)
- - Team (gymnastiek)

2007 (Stuttgart)
- - Wereldkampioen ringen
- - Gymnastiek-meerkamp

2008 (Olympische Zomerspelen 2008)
- - Gymnastiek-meerkamp

2008 (Olympische Zomerspelen 2012)
- - ringen

1904: Grieb, Hess, Heida, Kassell, Lenhart, Reckeweg ·
1908: Åsbrink, Bertilsson, Cedercrona, Cervin, Degermark, Folcker, Forssman, Granfelt, Hårleman, Hellsten, Höjer, Holmberg, Holmberg, Holmberg, Jahnke, Jarlén, Johnsson, Johnsson, von Kantzow, Landberg, Lanner, Ljung, Moberg, Norberg, Norberg, Norberg, Norling, Norling, Olson, Peterson, Rosén, Rosenquist, Sjöblom, Sörvik, Sörvik, Svensson, Vingqvist, Widforss ·
1912: Bianchi, Boni, Braglia, Domenichelli, Fregosi, Gollini, Loi, Maiocco, Mangiante, Mangiante, Mazzarocchi, Romano, Salvi, Savorini, Tunesi, Zampori, Zanolini, Zorzi ·
1920: Andreoli, Bellotto, Bianchi, Bonatti, Cambiaso, Contessi, Costigliolo, Costigliolo, Domenichelli, Ferrari, Fregosi, Ghiglione, Levati, Loi, Lucchetti, Maiocco, Mandrini, Mangiante, Marovelli, Mastromarino, Paris, Pastorini, Roselli, Salvi, Tubino, Zampori, Zorzi ·
1924: Cambiaso, Lertora, Lucchetti, Maiocco, Mandrini, Martino, Paris, Zampori ·
1928: Grieder, Güttinger, Hänggi, Mack, Miez, Pfister, Steinemann, Wezel ·
1932: Capuzzo, Guglielmetti, Lertora, Neri, Tognini ·
1936: Beckert, Frey, Schwarzmann, Stadel, Stangl, Steffens, Volz, Winter ·
1948: Aaltonen, Huhtanen, Laitinen, Rove, Saarvala, Salmi, Savolainen, Teräsvirta ·
1952: Beljakov, Berdijev, Korolkov, Leonkin, Moeratov, Perelman, Sjaginjan, Tsjoekarin ·
1956: Azarjan, Moeratov, Sjachlin, Stolbov, Titov, Tsjoekarin ·
1960: Aihara, Endo, Mitsukuri, Ono, Takemoto, Tsurumi ·
1964: Endo, Hayata, Mitsukuri, Ono, Tsurumi, Yamashita ·
1968: Endo, S. Kato, T. Kato, Kenmotsu, Nakayama, Tsukahara ·
1972: Kasamatsu, Kato, Kenmotsu, Nakayama, Okamura, Tsukahara ·
1976: Fujimoto, Igarashi, Kajiyama, Kato, Kenmotsu, Tsukahara ·
1980: Andrianov, Azarjan, Ditjatin, Makoets, Markelov, Tkatsjov ·
1984: Conner, Daggett, Gaylord, Hartung, Johnson, Vidmar ·
1988: Artemov, Bilozertsjev, Gogoladze, Charkow, Ljoekin, Novikov ·
1992: Belenki, Korobtsjinski, Misjoetin, Sjaripov, Tsjerbo, Voropajev ·
1996: Sergei Charkow, Krjoekov, Nemov, Podgorny, Troesj, Vasilenko, Voropajev ·
2000: Huang, Li, Xiao, Xing, Yang, Zheng ·
2004: Kashima, Mizutori, Nakano, Tomita, Tsukahara, Yoneda ·
2008: Chen, Huang, Li, Xiao, Yang, Zou ·
2012: Chen, Feng, Guo, Zhang, Zou ·
2016: Katō, Shirai, Tanaka, Uchimura, Yamamuro ·
2020: Abljazin, Beljavskij, Dalalojan, Nagorny ·
2024: Hashimoto, Kaya, Oka, Sugino, Tanigawa
1896: Ioannis Mitropoulos ·
1904: Herman Glass ·
1924: Francesco Martino ·
1928: Leon Štukelj ·
1932: George Gulack ·
1936: Alois Hudec ·
1948: Karl Frei ·
1952: Grant Sjaginjan ·
1956: Albert Azarjan ·
1960: Albert Azarjan ·
1964: Takuji Hayata ·
1968: Akinori Nakayama ·
1972: Akinori Nakayama ·
1976: Nikolaj Andrianov ·
1980: Aleksandr Ditjatin ·
1984: Koji Gushiken, Li Ning ·
1988: Holger Behrendt, Dmitri Bilozertsjev ·
1992: Vitali Tsjerbo ·
1996: Jury Chechi ·
2000: Szilveszter Csollány ·
2004: Dimosthenis Tampakos ·
2008: Chen Yibing · 
2012: Arthur Zanetti · 
2016: Eleftherios Petrounias · 
2020: Liu Yang · 
2024: Liu Yang